# Maximilian Hell
Maximilian Hell, in ungherese Hell Miksa (Štiavnické Bane, 15 maggio 1720 – Vienna, 14 aprile 1792), è stato un astronomo e gesuita ungherese.

## Biografia
Nacque come Rudolf Maximilian Höll a Selmecbánya nel Regno d'Ungheria - l'odierna Banská Štiavnica in Slovacchia - e successivamente modificò il suo cognome in Hell. Terzo figlio di Matthias Cornelius Hell (Matthäus Kornelius Hell) e Julianna Staindl - secondo matrimonio del padre da cui nacquero ventidue bambini. La famiglia aveva ascendenze tedesche, ma Maximilian Hell parlerà di sé (nel 1750 circa) come ungherese.
Il luogo di nascita del padre è sconosciuto; gli insediamenti di Körmöcbánya (oggi Kremnica), Schlagenwald (oggi Horní Slavkov) e Schlackenwerth (oggi Ostrov nad Ohří) sono quelli più frequentemente indicati come tale. Nato in una città in cui convivevano tedeschi, ungheresi e slovacchi, Maximilian Hell conosceva presumibilmente lo slovacco e comprendeva probabilmente l'ungherese, sebbene fosse madrelingua tedesco. Ciononostante considerava sé stesso quale ungherese. Con un altro gesuita, János Sajnovics, esplorò la già nota, ma poco documentata, affinità tra le lingue ugrofinniche durante e dopo la sua permanenza a Vardø. (Demonstratio idioma Ungarorum et Lapponum idem esse, 1770 Copenaghen).
Hell divenne direttore dell'osservatorio di Vienna nel 1756. Pubblicò le tavole astronomiche Ephemerides astronomicae ad meridianum Vindobonemsem ("Efemeridi per il meridiano di Vienna"). Con il suo assistente János Sajnovics, andò a Vardø nella Norvegia settentrionale per osservare il transito di Venere del 1769. Il 13 ottobre di quello stesso anno fu eletto quale membro straniero della Regia accademia danese di scienze e lettere, che finanziò la pubblicazione nel 1770 del suo resoconto delle osservazioni condotte a Vardø: Observatio transitus Veneris ante discum Solis die 3. Junii anno 1769 (Copenaghen, 1770). Nel 1771 anche l'Accademia reale svedese delle scienze gli attribuì lo stesso onore.
Le osservazioni del transito di Venere di Hell diedero origine, successivamente, ad alcune controversie: rimasto in Norvegia per otto mesi, Hell raccolse informazioni scientifiche sulle regioni artiche per un'enciclopedia che successivamente non vide la luce anche per la soppressione dell'ordine dei gesuiti. La pubblicazione dei suoi risultati astronomici ne fu conseguentemente ritardata e alcuni (Joseph Johann von Littrow in particolare) accusarono Hell, dopo la sua morte, di aver falsificato i dati. Solo un secolo dopo, grazie ad un attento studio degli appunti originari condotto da Simon Newcomb, la reputazione di Hell fu pienamente riabilitata.
Hell si interessò anche di magnetoterapia (la presunta capacità curativa dei magneti), sebbene i crediti andranno soprattutto a Franz Anton Mesmer.
Il cratere Hell sulla Luna è stato così nominato in suo onore.

## Opere
- (LA) Ephemerides astronomicae anni bissexti 1760, Wien, Johann Thomas von Trattner (1.), 1760.
- (LA) Ephemerides astronomicae anni 1762, Wien, Johann Thomas von Trattner (1.), 1762.
- (LA) Ephemerides astronomicae anni 1763, Wien, Johann Thomas von Trattner (1.), 1763.
- (LA) Ephemerides astronomicae anni 1765, Wien, Johann Thomas von Trattner (1.), 1765.